# 돼지 전쟁
돼지 전쟁(Pig War)은 1859년 미국과 영국령 북아메리카(현재의 캐나다) 사이에 벌어진 충돌이다. 캐나다 브리티시컬럼비아주 밴쿠버섬과 미국 워싱턴주 샌환 제도의 영유권을 놓고 벌어진 분쟁이었으나 사람은 하나도 죽거나 다치지 않은 충돌로 끝났다.

## 배경
이 지역은 오랫동안 미국과 영국의 분쟁 지역이었다. 1846년 오리건 조약이 체결되어 북위 49도선을 국경으로 하고, 밴쿠버섬은 캐나다의 영토로 두기로 하였다. 그러나 샌환 제도의 영유권에 대한 분쟁이 계속 있었다. 그 조약은 밴쿠버섬과 미국의 경계를 후안 데 푸카 해협으로 둔다고 규정하였는데 그 해협 중간에 여러 섬이 있었기 때문에, 어느쪽의 수로를 기준으로 할지 결정하지 못했기 때문이었다.

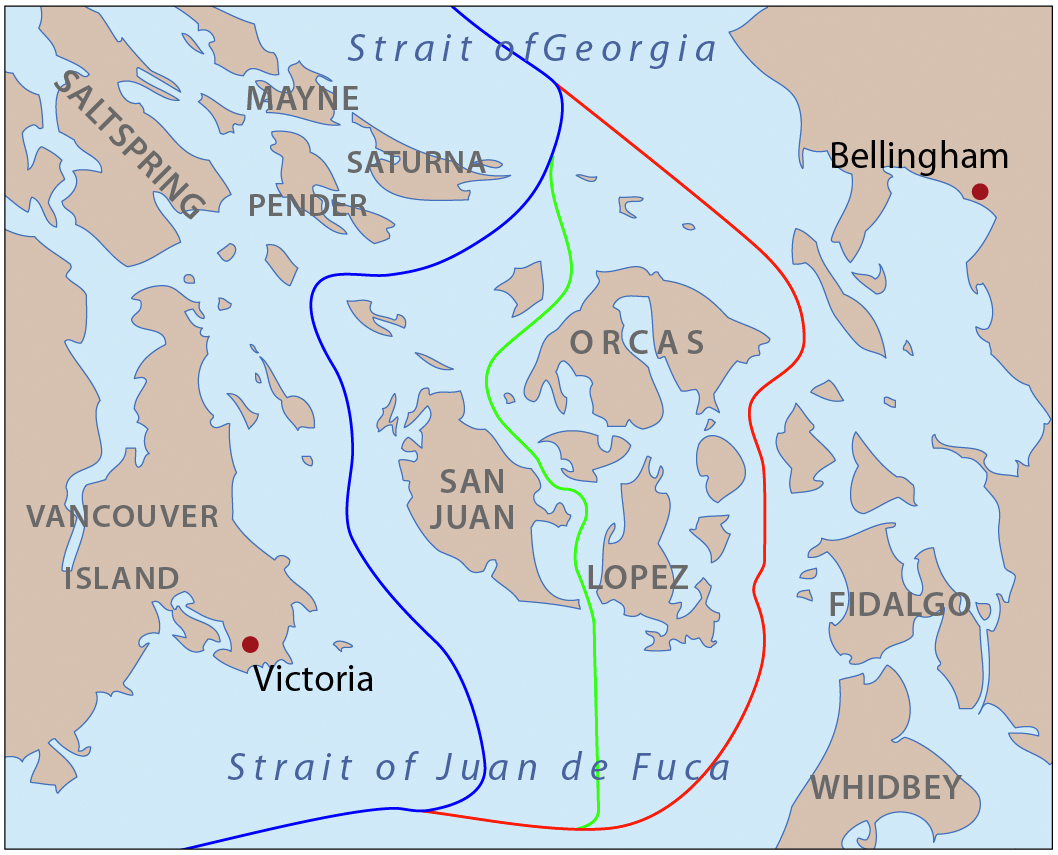
파랑: 미국이 선호한 하로 해협
빨강: 영국이 선호한 로사리오 해협
초록: 타협으로 제안된 산 후안 해협

이에 대한 경계 회담이 계속되었지만 합의에 이르지 못했다. 1857년에는 샌환 제도의 주요한 섬 중 산후안섬만 캐나다에 두는 타협안이 제안되었지만 거부되었다.

## 발발
충돌은 1859년 6월 15일 미국의 이주 지원법(Donation Land Claim Act)에 따라 소유권을 얻어 이주한 미국의 농민 라이먼 커틀러(Lyman Cutlar)가 자기 밭에서 라지 블랙(Large Black) 품종의 돼지가 밭 작물의 뿌리를 파먹는 것을 보면서 시작되었다.
그는 매우 화가 나서 돼지를 쏴 죽였다. 그 돼지는 허드슨 베이 회사의 직원인 아일랜드계의 찰스 그리핀(Charles Griffin)의 것이었는데 그는 여러 돼지를 방목하여 키우고 있었다. 커틀러는 그리핀에게 10달러를 보상할 것을 제안했지만 그리핀은 100달러를 요구했다. 커틀러는 배상할 의무는 없다고 생각하고 있었다.
영국인들이 커틀러를 체포할 것이라고 위협하자 미국인 이주자들은 군사적인 보호를 요청하게 된다.

## 해결
이 소식은 워싱턴과 런던에 들어가게 되는데, 미국은 남북 전쟁이 발발하기 직전으로 남북 간의 갈등이 고조되던 상황이었다. 제임스 뷰캐넌은 윈필드 스콧을 브리티시캐나다의 주지사와 협상하게 하여 위기를 해결하게 하라고 했다.
미국 측과 영국 측은 합의 때까지 군사적인 점유 상황을 유지하기로 합의했다. 그 기간 동안 미국 정착민과 영국 정착민은 자유롭게 상대방 측을 드나들고 교류 활동을 했다. 1871년에 이르러 영국과 미국은 미국의 주장을 인정하기로 협정을 맺어 분쟁이 끝났다.